# Pedro Ojeda Escudero
Pedro Ojeda Escudero (Valladolid, 1963) es un filólogo español, profesor de literatura y escritor, creador, en 2006, de uno de los primeros blogs culturales dedicados a la literatura en España, La acequia, cuyo impacto en el mundo cultural es destacado. 

## Trayectoria profesional
Ojeda se doctoró en Filología Hispánica con premio extraordinario por la Universidad de Valladolid en 1990. En esta misma universidad ocupó sus primeros puestos en el departamento de Filololgía Española. En 1995 pasó a la Universidad de Burgos, facultad de Humanidades, para hacerse cargo como profesor titular de Lengua y Literatura, ocupando además  distintos puestos de gestión y representación dentro de ella.
Es especialista en literatura española de los siglos XVIII a XXI, con especial atención al teatro, ver abajo, y a la cultura en Internet.
Ha participado además en cursos para extranjeros en la Universidad de Valladolid y en la Universidad de Burgos; es docente de la Universidad Abierta de Burgos, y del Programa de la Experiencia de Bejar de la Universidad de Salamanca.
Como teatrólogo es asesor teatral, miembro de la Asociación de Directores de Escena de España, miembro del Consejo Asesor de la Escuela Superior de Teatro de Castilla y León, miembro del comité de redacción de la revista especializada en teatro ADE Teatro, etc..Además es miembro del jurado del Premio de la Crítica de Castilla y León, director de Valladolid Letraherido, programa literario del Ayuntamiento de Valladolid y miembro del Centro de Estudios Bejaranos y del Semanario Permanente Claudio Rodríguez. Es asesor científico de la Casa de Zorrilla de Valladolid y colaborador del Instituto Castellano y Leonés de la Lengua  y del Ateneo de Madrid.  
Son numerosos sus trabajos académicos que cubren las áreas anteriormente señaladas.

### Obra literaria
Tras una etapa de juventud, en la que publicó en revistas poéticas, dio por cerrada estéticamente esta etapa y entró en un periodo de silencio literario, dedicado exclusivamente a su actividad docente. 
En 2006 fundó el blog cultural La acequia, donde publica casi a diario sobre diversos temas literarios que van desde la pura creación a la crítica literaria, pasando por comentarios y reseñas sobre distintos actos culturales que abarcan todas las ramas artísticas. Se incluye también en él un club de lectura, que se inició con una lectura y comentarios colectivos del Quijote, en el que las herramientas de las redes sociales sirven de conglomerado.  Al día de hoy, los comentarios de la gran novela de Cervantes, constituyen la más extensa guía de lectura de esta obra en abierto. 
En 2013 apareció su primer poemario, Esguevas, y sucesivamente Echo al fuego los restos del naufragio (2014) y piel (2015), traducido al italiano en el año 2017.
En 2020, con motivo del confinamiento decretado por la pandemia de la covid.19, su blog se convirtió en un diario en el que fue relatando los pormenores de dicho confinamiento desde su casa en Béjar. Ese diario tomó forma de libro en La metáfora del mirlo, publicado por Eolas.